# Außer der Schleifmühle 65
Das  Wohn- und Geschäftshaus Außer der Schleifmühle 65 in Bremen-Mitte, Außer der Schleifmühle in der Nähe zum Dobben ist heute ein Geschäftshaus.
Das Gebäude steht seit 1998 unter Bremer Denkmalschutz.

## Geschichte
Die neoklassizistische Villa Außer der Schleifmühle 65 wurde um 1880 vermutlich nach Plänen des Architekten Eduard Gildemeister gebaut. Das dreigeschossige, großbürgerliche Wohnhaus mit einem weit vorspringenden Mittelrisalit erinnert an die klassizistischen Bauten in Berlin und Preußen, wie sie in Bremen selten sind.
Das Sockelgeschoss hebt sich durch seine Putzquaderung von den  beiden oberen Etagen ab. Das erste Obergeschoss beherbergte die repräsentativen Räume. Die Fenster werden durch Dreieckgiebel betont. Das zweite Obergeschoss ist schlichter. Darüber folgen ein verzierter Fries mit auskragendem Kranzgesims und ein flaches Dach. Das rundbogige Eingangsportal hat ionische Säulen. Die asymmetrische Rückfront ist dagegen einfacher gestaltet. 
Vor und nach dem Zweiten Weltkrieg war es das Geschäftsgebäude des 1908 gegründeten Baugeschäfts W. Kellner. Leichte Kriegsschäden von 1944 konnten nach dem Krieg wieder repariert werden, Umbauten erfolgten von 1947 bis 1952. 2014 wurde das Haus als Bürogebäude von Rechtsanwälten und anderen Dienstleistern genutzt.